# Feit–Thompsons förmodan
Inom talteori är Feit–Thompsons förmodan ett antagande av Walter Feit och John Thompson. Antagandet publicerades för första gången 1962 i PNAS och säger att
{\displaystyle {\frac {p^{q}-1}{p-1}}\nmid {\frac {q^{p}-1}{q-1}}}
för distinkta primtal {\textstyle p} och {\textstyle q}. Om antagandet är sant skulle det förenkla den sista delen av besviset för Feit–Thompsons sats; varje ändlig grupp av en udda ordning är lösbar. Ett starkare antagande om att de två talen alltid är relativt prima motbevisades 1971 av Nelson Stephens med motexemplet p = 17 och q = 3313 med 2pq +1 = 112 643 som gemensam faktor. Det är dock vidare känt att antagandet är sant för q = 3.